# A Clean Slate (film 1915)
A Clean Slate è un cortometraggio muto del 1915 diretto da Norbert Lusk e prodotto dalla Lubin.

## Produzione
Il film fu prodotto dalla Lubin Manufacturing Company.

## Distribuzione
Distribuito dalla General Film Company, il film - un cortometraggio in una bobina - uscì nelle sale USA il 1º gennaio 1915.